# Horse Powertrain
Horse Powertrain Limited — спільне підприємство, яке займається виробництвом силових агрегатів, включаючи двигуни внутрішнього згоряння (ДВС) і гібридні системи. Венчурний холдинг був створений у травні 2024 року і в рівних частках належить Renault і Geely (включаючи Geely Holding і Geely Auto). Штаб-квартира знаходиться в Лондоні, Великобританія.
У компанії є дві великі дочірні компанії, включаючи Aurobay, колишню компанію з виробництва силових агрегатів Geely, яка працює в Швеції та Китаї з 9000 співробітниками, і Horse, колишній підрозділ силових агрегатів Renault з 9000 співробітниками.

## історія
Проект спільного підприємства було оголошено в листопаді 2022 року під кодовою назвою Horse project від Renault і Rubik project від Geely.  Однойменні бренди Renault Group і Geely першими отримають силові агрегати, а згодом вони постачатимуться на автомобілі Dacia, Volvo, Lynk & Co та Proton,  а також автомобілі Nissan і Mitsubishi Motors.
У липні 2023 року Renault оголосила, що відокремила свої операції з ДВС і гібридними силовими агрегатами в дочірню компанію під назвою Horse, яка базується в Мадриді, Іспанія. Geely планувала приєднатися пізніше, об’єднавши свій шведський підрозділ силових агрегатів (Aurobay) і різні китайські операції та об’єднавши їх з Horse у холдингову компанію, що належить Renault і Geely, з Aramco як потенційним пізнім інвестором.  Пізніше того ж місяця дві компанії підписали зобов’язуючу угоду про створення венчурного холдингу, де штаб-квартира Renault була спочатку в Мадриді, а Geely – у Ханчжоу . І Geely, і Renault мали намір передати свою інтелектуальну власність на ДВС і гібридні системи венчурному холдингу. Планується, що венчурний холдинг буде створено та розпочне роботу в другій половині 2023 року, очікуючи дозволів регуляторів.  Після різних нормативних затримок підприємство було офіційно створено наприкінці травня 2024 року. 
3 грудня 2024 року Aramco придбала 10% Horse Powertrain. Арабська енергетична і хімічна компанія матиме свого представника в раді директорів.